# Torredeflot
Torredeflot, o la Torre de Flot, és una masia d'Olius (Solsonès) protegida com a bé cultural d'interès nacional.

## Descripció
Gran masia de planta rectangular, amb diversos edificis adossats, construïda al costat de l'antiga torre de defensa. Està orientada nord-sud, la façana principal està a la cara sud amb una gran porta d'arc de mig punt i grosses dovelles, trencada per una gran balconada construïda posteriorment. A la cara nord i a la cara oest, resten finestres amb decoracions gòtiques. Parament de pedres irregulars unides amb morter. La planta baixa té el terra de pedra i volta de canó.

## Història
A la documentació del segle xii, trobem ja referències de la masia de Torre de Flot, construïda damunt i al costat de l'antiga Torre de Flot (1078). Aquestes construccions no eren torres esveltes de pedra, sinó edificacions militars que es feien al costat dels camins rals per la defensa del país i que a partir del segle xii, esdevingueren habitacles dels propietaris de les finques. Un cop varen perdre la seva missió, es van destruir amb la mateixa facilitat amb què foren construïdes restant-li a la casa el nom de "torre". Als segles XV i XVI es feren grans reformes a la casa, són d'aquesta època les finestres amb decoracions gòtiques que encara resten a la masia.